# Mușchii mimicii
Mușchii mimicii (mușchii feței) sunt mușchi pieloși cu originea pe oasele craniului și inserția pe piele (stratul profund). Mușchii mimicii sunt dispuși în jurul orificiilor naturale ale feței și nu acționează nicio articulație. Volumul și forța acestor mușchi sunt reduse. Prin contracție plicaturează pielea, dând expresia feței în funcție de starea emoțională.

## Mușchii fantei palpebrale
| Mușchi                | Origine | Inserție                                                                                                | Acțiune |
| --------------------- | --- | --- | --- |
| Orbicularul ochiului  | Pentru porțiunea palpebrală: creasta lacrimală posterioară și ligamentul palpebral medial Pentru porțiunea orbitală: porțiunea nazală a osului frontal, procesul frontal al osului maxilar, creasta lacrimală posterioară și ligamentul palpebral medial | Pentru porțiunea palpebrală: ligamentul palpebral lateral Pentru porțiunea orbitală: pleoapa superioară | - Închiderea voluntară a pleoapelor - Permiterea scurgerii secrețiilor lacrimale la nivelul meatului inferior prin dilatarea sistemului canalicular - Realizarea ridurilor de la nivelul unghiului lateral al ochiului - Realizarea cutelor verticale de la nivelul rădăcinii nasului |
| Corrugator supercilii | Porțiunea medială a arcului superciliar | Pielea regiunii sprâncenare, în porțiunea mijlocie                                                      | - Formarea de cute verticale intersprâncenare - Coborârea sprâncenei în jos și medial |
| Depressor supercilii  | Porțiunea orbitală a orbicularului ochiului | Pielea și țesutul celular subcutanat al sprâncenei                                                      | |

## Mușchii nazali
| Mușchi                      | Origine | Inserție | Acțiune |
| --------------------------- | --- | --- | --- |
| Procerus                    | Pentru porțiunea inferioară: partea inferioară a osului nazal Pentru porțiunea superioară: cartilajul nazal lateral                                                     | Pielea regiunii frontale, intersprâncenar                                                                           | - Coborârea sprâncenei în porțiunea medială - Producerea de cute transversale la nivelul rădăcinii nasului                                                              |
| Nazal                       | Pentru partea transversă: fața anterioară a maxilei, lateral de incizura nazală Pentru partea alară: fața anterioară a maxilei, inferior și medial de partea transversă | Pentru partea transversă: partea cartilaginoasă a aripii nazale Pentru partea alară: partea mobilă a septului nazal | - Pentru partea transversă: comprimă narinele, coboară cartilajul nazal - Pentru partea alară: coboară aripa nasului inferior și lateral, realizând dilatarea narinelor |
| Depressor al septului nazal | Fața anterioară a maxilei, superior de incisivul central | Porțiunea mobilă a septului nazal                                                                                   | - Dilatarea narinelor |

## Mușchii peribucali
| Mușchi                                             | Origine | Inserție | Acțiune |
| -------------------------------------------------- | --- | --- | --- |
| Orbicularul gurii                                  | Pentru partea labială: la nivelul modiolului Pentru partea marginală: la nivelul modiolului                             | Pentru partea labială: țesutul conjunctiv subcutanat și dermul pielii de la nivelul: șanțului nazolabial, aripii nasului și septului nazal (pentru buza superioară); șanțului mentonier (pentru buza inferioară). Pentru partea marginală: la nivelul roșului buzelor | - Strânge buzele |
| Buccinator                                         | Procesele alveolare ale mandibulei și maxilei, corespunzător molarilor Marginea anterioară a rafeului pterigomandibular | Submucoasa buzelor și obrajilor (pentru fibrele maxilare și mandibulare) La nivelul modiolului (pentru fibrele pterigomandibulare) | - Realizează masticația - Trage mucoasa obrajilor spre exterior, împiedicând prinderea ei în timpul masticației - Participă la suflat |
| Ridicător al buzei superioare și al aripii nasului | Procesul frontal al maxilei                                                                                             | Cartilajul alar și pielea subiacentă (pentru fasciculul medial) Porțiunea laterală a buzei superioare și partea superioară a șanțului nazolabial (pentru fasciculul lateral)                                                                                          | - Pentru fasciculul medial: dilatarea narinelor - Pentru fasciculul lateral: ridicarea și răsfrângerea buzei superioare               |
| Ridicător al buzei superioare                      | Maxilă și osul zigomatic, superior de orificiul infraorbitar                                                            | Mușchii buzei superioare | - Ridică buza superioară |
| Mic zigomatic                                      | Fața laterală a osului zigomatic                                                                                        | Musculatura buzei superioare | - Ridică buza superioară |
| Mare zigomatic                                     | Fața laterală a osului zigomatic                                                                                        | La nivelul modiolului | - Ridică unghiul gurii în sus și lateral                                                                                              |
| Ridicător al unghiului gurii                       | Fosa canină | La nivelul modiolului și șanțului nazolabial | - Ridică unghiul gurii și adâncește șanțul nazolabial                                                                                 |
| Rizorius                                           | Arcul zigomatic | La nivelul modiolului | - Realizează râsul și expresiile faciale                                                                                              |
| Coborâtor al unghiului gurii                       | Mandibulă | La nivelul modiolului | - Coboară în jos și lateral unghiul gurii - Orizontalizează șanțul mentolabial - Aplatizează șanțul bucolabial                        |
| Coborâtor al buzei inferioare                      | Linia oblică a mandibulei                                                                                               | Pielea bărbiei și mucoasa buzei inferioare | - Coboară buza inferioară |
| Mental                                             | Fața anterioară a corpului mandibulei, la nivelul incisivilor                                                           | Pielea bărbiei | - Ridică buza inferioară - Realizează șanțul mentolabial - Încrețește pielea bărbiei                                                  |
| Platisma                                           | Fascia mușchiului mare pectoral și a mușchiului deltoid                                                                 | Marginea inferioară a corpului mandibulei, buza inferioară, la nivelul modiolului și pielea regiunii inferioare a feței | - Coborârea mandibulei, a buzei inferioare și a unghiului gurii - Realizarea de pliuri la nivelul pielii gâtului                      |
| Incisiv al buzei inferioare                        | Mandibulă, sub incisivul lateral                                                                                        | La nivelul modiolului | |
| Incisiv al buzei superioare                        | Maxilă, deasupra incisivului lateral                                                                                    | La nivelul modiolului | |